# Emma Anzai
Emma Anzai (Sídney, 30 de abril de 1981) es la bajista y corista de la banda australiana de post-grunge Sick Puppies y de la banda estadounidense de rock Evanescence.

## Biografía
Emma Anzai toca el bajo desde que tenía 17 años. Ella es cofundadora de Sick Puppies junto con el guitarrista y vocalista Shimon Moore el cual conoció en la escuela Mosman High School en 1997, debido a que ambos escuchaban Silverchair.
En 2022, Anzai se unió a Evanescence como bajista y corista después de que Jen Majura fuese expulsada de la banda.